# Лак-Вьё-Дезерт (индейская резервация)
Лак-Вьё-Дезерт (англ. Lac Vieux Desert Indian Reservation) — индейская резервация народа оджибве, расположенная в северо-западной части штата Мичиган, США.

## История
Около двенадцати групп народа оджибве исторически занимали территорию вокруг озера Великих озёр. Одна из групп оджибве проживала в районе озера Лак-Вьё-Дезерт, от которого и получила в дальнейшем своё название. На языке оджибве оно известно как Гете-гитигаани-заага’иган («Озеро старого сада»). Район вокруг озера являлся торговым центром в колониальные времена, соединяющим основные водные пути с озером Верхнее, озером Мичиган и рекой Висконсин. По окончании Англо-американской войны была урегулирована граница Соединённых Штатов с Британской Канадой и южная часть региона, включая Верхний полуостров Мичигана, стала частью Территории Мичиган. В 1837 году вожди племени лак-вьё-дезерт подписали Сент-Питерский мирный договор, а в 1842 и 1854 годах ещё два договора. Согласно договору 1854 года  они уступили правительству США большую часть своих земель, а взамен получали индейскую резервацию.
Несмотря на то, что у группы лак-вьё-дезерт была своя резервация, она не была признана отдельно на федеральном уровне, а её жители были  классифицированы как члены индейской общины Кивено-Бей.  Начиная с 1960-х годов, в течение почти 20 лет, группа работала над восстановлением независимого федерального признания в качестве самоуправляющейся группы. У неё были независимые исторические отношения с американским правительством, о чём свидетельствуют её многочисленные договоры и отдельная индейская резервация. 8 сентября 1988 года жители резервации добились признания благодаря законопроекту Конгресса США — президент Рональд Рейган подписал «Закон об индейцах чиппева озера Верхнее» (HR 3697), который официально признал группу как независимое и отдельное племя.

## География
Лак-Вьё-Дезерт состоит из двух несмежных участков, расположенных на западе Верхнего полуострова Мичигана в юго-восточной части округа Гогибик, резервация полностью находится на территории тауншипа Уотерсмит. Общая площадь резервации составляет 1,084 км². Административным центром резервации и штаб-квартирой племени является невключённая территория и статистически обособленная местность Уотерсмит.

## Демография
По данным федеральной переписи населения 2010 года, в резервации проживало 137 человек. Согласно федеральной переписи населения 2020 года в резервации проживал 221 человек, насчитывалось 56 домохозяйств и 82 жилых дома. Из общей численности населения Лак-Вьё-Дезерт 205 человек проживали в северной части тауншипа Уотерсмит, а 16 человек в южной части, расположенной на северном берегу озера Лак-Вьё-Дезерт, на границе Мичигана и Висконсина. Средний возраст, проживающих в индейской резервации, составлял 19,4 года. Около 32,2 % всего населения находились за чертой бедности.
Расовый состав распределился следующим образом: белые — 15 чел., афроамериканцы — 1 чел., коренные американцы (индейцы США) — 189 чел., азиаты — 0 чел., океанийцы — 0 чел., представители других рас — 3 чел., представители двух или более рас — 13 человек; испаноязычные или латиноамериканцы любой расы составили 3 человека. Плотность населения составляла 203,9 чел./км².

## Комментарии
1. ↑  В состав резервации входит часть населённого пункта.